# ルカ・ディ・マッテオ
ルカ・ディ・マッテオ（Luca Di Matteo, 1988年2月25日 - ）は、イタリア・アブルッツォ州ペスカーラ出身のサッカー選手。セリエC・USレッチェ所属。ポジションはMF、DF。左サイドを主戦場とする。

## 経歴
地元のペスカーラ・カルチョでプロになると間もなく出場機会を与えられた。将来性を評価され、2008年にセリエAのUSチッタ・ディ・パレルモに移籍し、シーズン終盤にデビューした。以降セリエBのASチッタデッラ、FCクロトーネに期限付き移籍をしたが、大きな成績を挙げることはできなかった。しかし2010年にヴィチェンツァ・カルチョへ移籍 (共同保有) するとレギュラーとしてシーズンを通して活躍したため、2011年6月、パレルモが保有権を買い戻した。
2016年7月22日、USラティーナ・カルチョと1年契約を結んだ。

## 所属クラブ
- ペスカーラ・カルチョ 2007-2008
- USチッタ・ディ・パレルモ 2008-2010

→ ASチッタデッラ 2009 (loan)
→ FCクロトーネ 2009-2010 (loan)
→ ヴィチェンツァ・カルチョ 2010-2011 (共同保有)
- USチッタ・ディ・パレルモ 2011-2012

→ USレッチェ 2012 (loan)
- ヴィチェンツァ・カルチョ 2012-2014
- カルチョ・パドヴァ 2014
- SSテーラモ・カルチョ 2014-2015
- SSヴィルトゥス・ランチャーノ1924 2015-2016
- USラティーナ・カルチョ 2016-2017
- USレッチェ 2017-

## タイトル
テーラモ
- レガ・プロ : 2014-15